# فيديريكو داميان ألونسو
فيديريكو داميان ألونسو (بالإسبانية: Federico Alonso) هو لاعب كرة قدم أوروغواياني في مركز الدفاع، ولد في 4 أبريل 1991 في مونتيفيديو في الأوروغواي. لعب مع نادي يونيفرسيتاريو.

## وصلات خارجية
- فيديريكو داميان ألونسو على موقع قاعدة بيانات كرة القدم.إي يو (الإنجليزية)
- فيديريكو داميان ألونسو على موقع Soccerway.com (الإنجليزية)